# تلمبه جوادیه نیک‌نفس
تلمبه جوادیه نیک نفس روستایی در دهستان گلستان بخش گلستان شهرستان سیرجان استان کرمان ایران است.

## جمعیت
بر پایه سرشماری عمومی نفوس و مسکن در سال ۱۳۹۵ جمعیت این مکان ۳۳ نفر (۱۲خانوار) بوده‌است.